# Heliconius werneri
Heliconius werneri är en fjärilsart som beskrevs av Heinrich Neustetter 1928. Heliconius werneri ingår i släktet Heliconius och familjen praktfjärilar. Inga underarter finns listade i Catalogue of Life.